# Physalia
Physalia is een geslacht van hydroïdpoliepen uit de familie van de Physaliidae. 

## Soorten
- Physalia physalis Linnaeus, 1758 (Portugees oorlogsschip)
- Physalia utriculus (La Martiniere, 1787)